# Albion
 For alternative betydninger, se Albion (flertydig). (Se også artikler, som begynder med Albion)
Albion (oldgræsk: Ἀλβίων) er det ældste kendte navn for øen der udgør Storbritannien. Ordet benyttes i dag stadig som en poetisk henvisning til øen. Navnet for Skotland på gælisk relaterer til Albion: Alba på skotsk gælisk, Albain på Irsk, Nalbin på manx og Alban på walisisk/kornisk/bretonsk.
Disse navne blev senere latiniserede som Albania og angliseret som Albany, hvilket engang var alternative navne for Skotland. New Albion og Albionoria ("Albion of the North") var en overgang et forslag til navne for Canada under perioden med Den Canadiske Konføderation.